# Domaine de Chaumont-sur-Loire
Le domaine de Chaumont-sur-Loire est un établissement public de coopération culturelle, propriété depuis 2008 de la région Centre-Val de Loire, qui est l'une des premières collectivités territoriales à s'être portée candidate à l'acquisition d'un domaine national. En raison de son passé et de son exceptionnelle situation en bord de Loire, paysage classé au patrimoine mondial de l’UNESCO, le domaine de Chaumont-sur-Loire est particulièrement prestigieux.
Cet établissement public a pour mission d’assurer, d’une part, la protection et la mise en valeur de l’ensemble des composantes immobilières et mobilières du domaine, comprenant le château de Chaumont-sur-Loire, les écuries, les dépendances, le parc et les collections, et d’autre part, de développer un ensemble d’activités centrées sur la création contemporaine, dans le château et dans le parc, incluant le Festival international des jardins, créé en 1992.
Dans le respect de cette riche histoire artistique, le domaine de Chaumont-sur-Loire met en œuvre une programmation, tout au long de l’année, portant sur le lien entre art et nature, dans le château, dans le parc et bien évidemment dans le cadre du Festival des jardins. Toutes les activités (installations, interventions artistiques, expositions de photographies, colloques, rencontres...) sont liées à cette thématique.
Le parc et le Festival des jardins de Chaumont-sur-Loire bénéficient du label Jardin remarquable et ont reçu en 2011 le label Arbres remarquables en raison des cèdres exceptionnels ornant le parc du domaine.

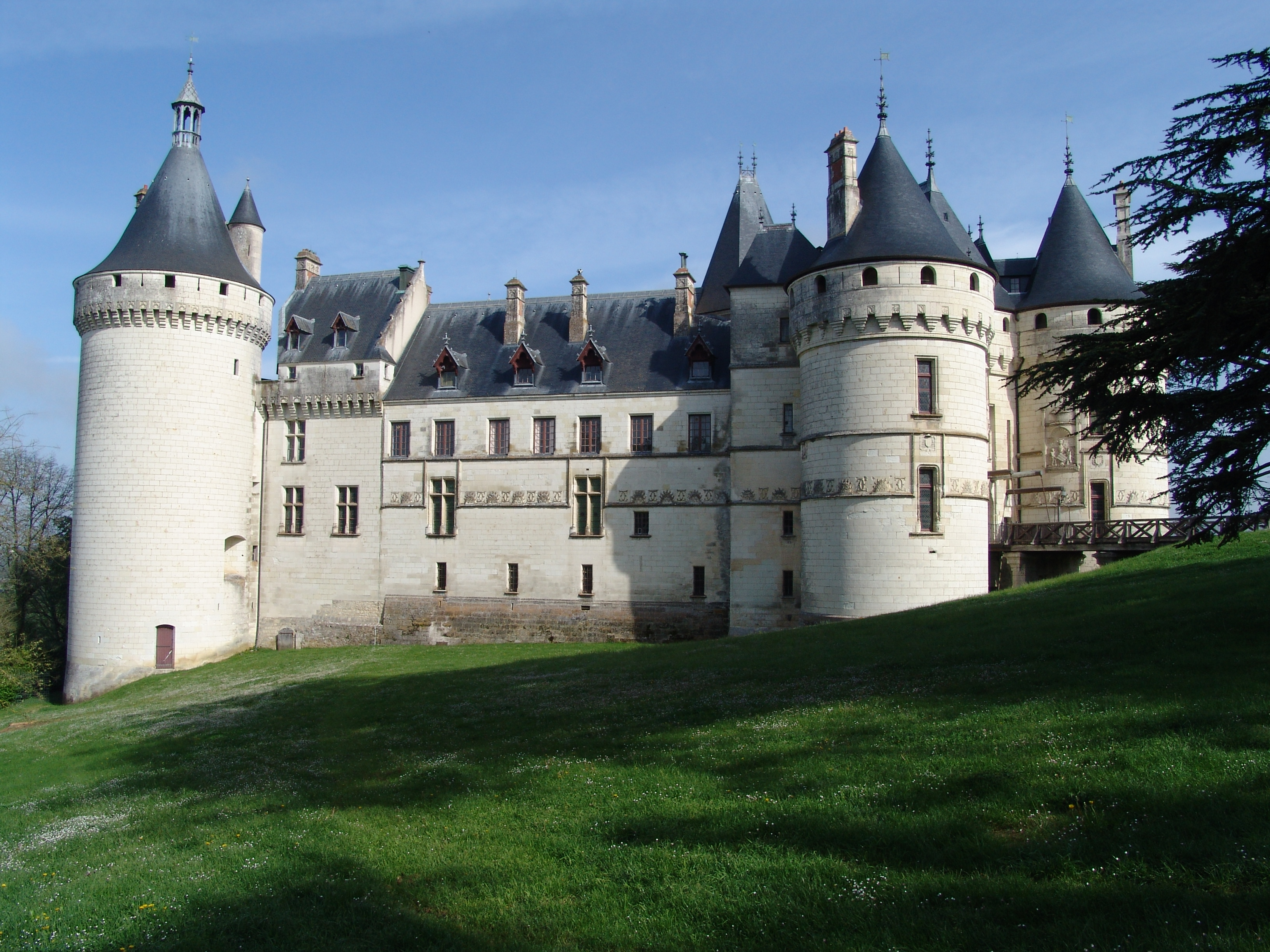
Le château.
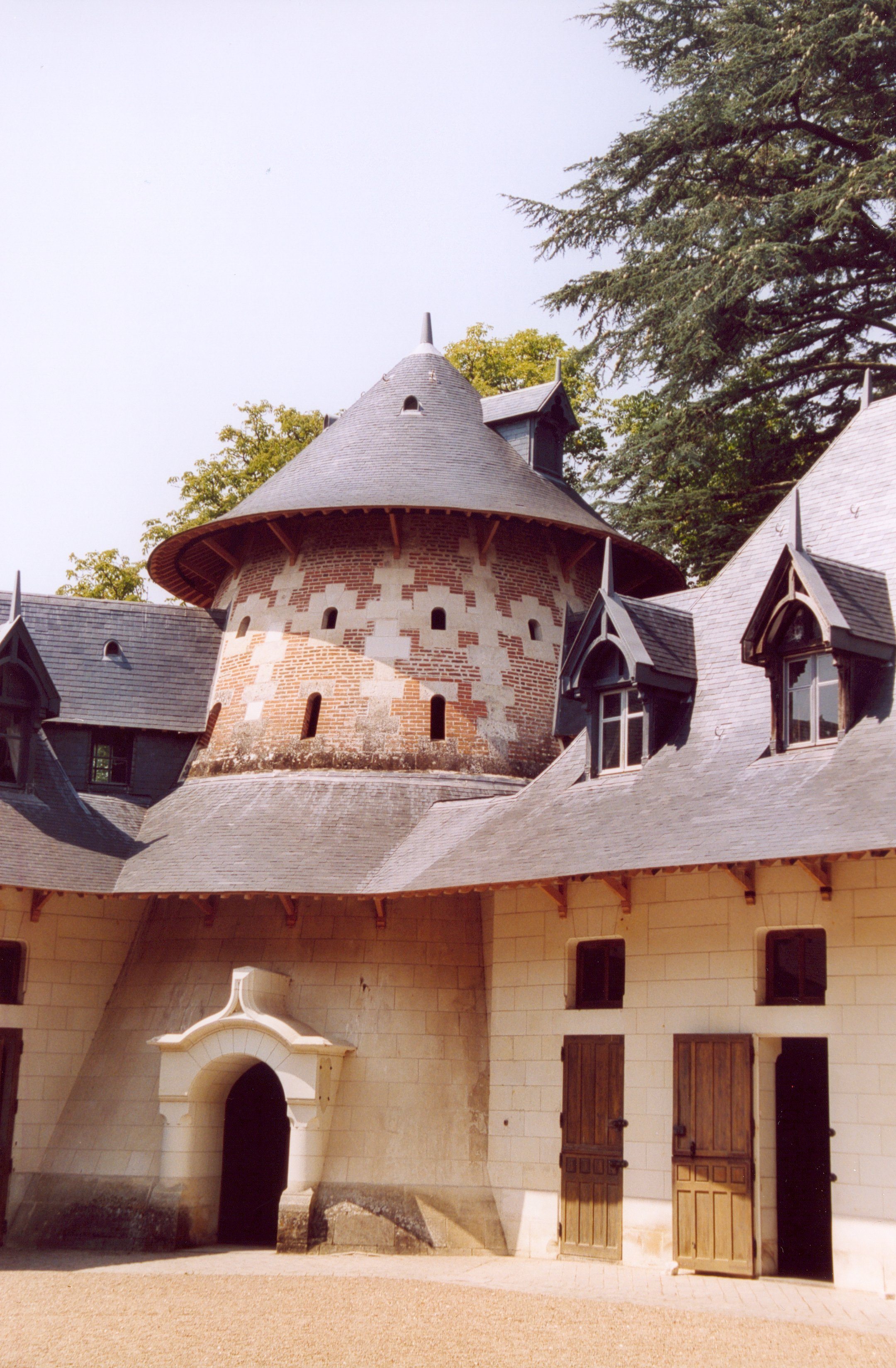
Les écuries.
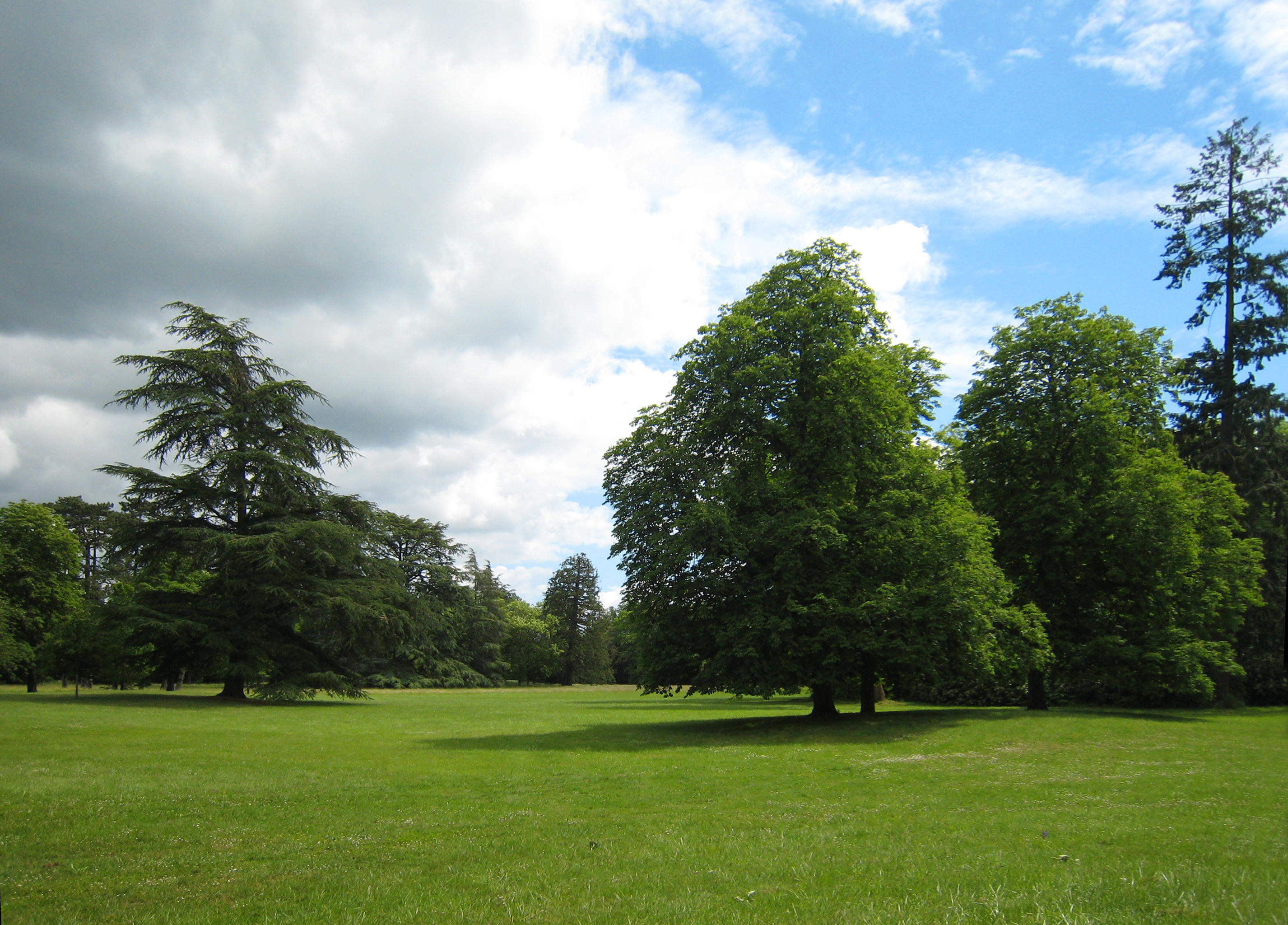
Le parc.
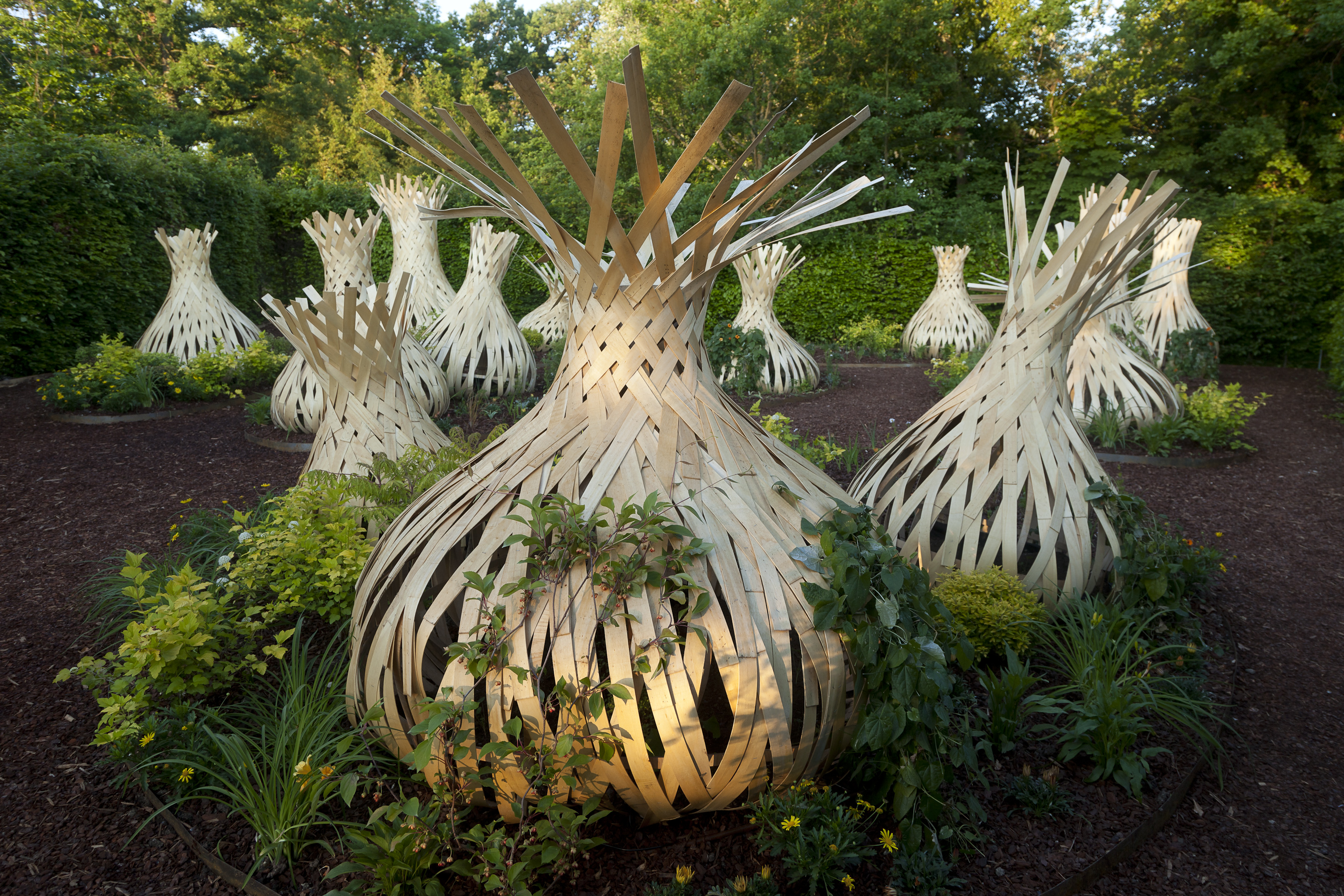
Le festival des jardins.
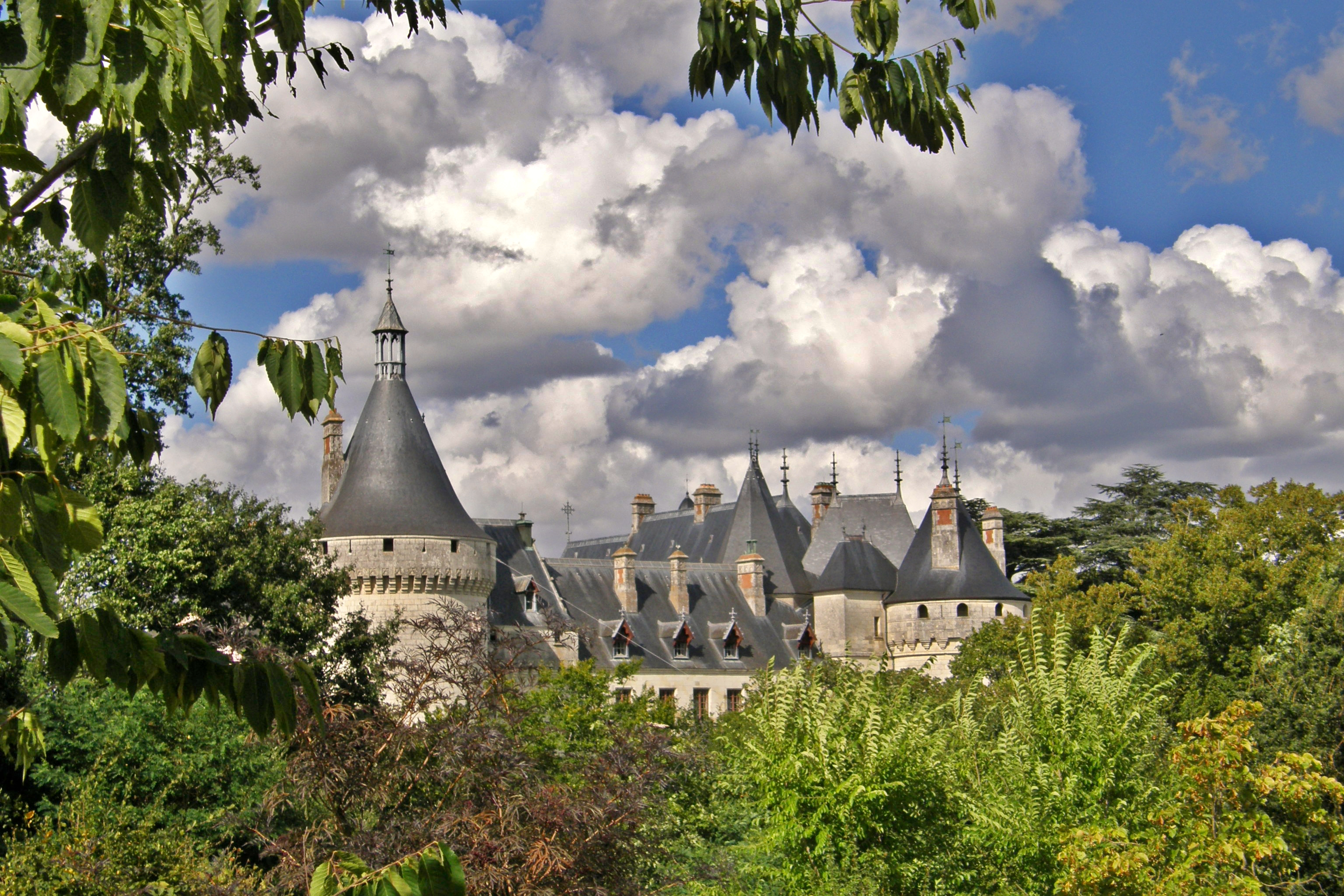
Le château vu des jardins.